# Pafawag
Az Állami Vagongyár, röviden Pafawag (lengyelül: Państwowa Fabryka Wagonów) lengyel vasútijármű-gyártó vállalat volt, amely mozdonyokat és motorvonatokat gyártott. Székhelye Wrocławban található.
A céget a 19. század első felében alapították Poroszországban, Linke-Hofmann-Werke néven. A vállalat 1997-ben Adtranz Pafawag néven az Adtranz része lett, 2001-ben pedig a Bombardier Transportation részévé vált. Jelenleg a Bombardier Transportation Polska vállalat része.

## Termékek
| Típus   | PKP sorozat | Gyártás éve | Darabszám |
| ------- | ----------- | ----------- | --------- |
| 1E      | EP02        | 1953–1956   | 8         |
| 2E      | –           | 1954–1956   | 9         |
| 1B/2B   | EW53        | 1954–1956   | 20        |
| 3E      | ET21        | 1957–1971   | 658       |
| 3Aw     | Bxhpi       | 1958-1960   | 600       |
| 3B/4B   | EW55        | 1958–1962   | 72        |
| 5B/6B   | EN57        | 1962–1994   | 1429      |
| EU07    | EU07        | 1965–1977   | 240       |
| 101N    | EN94        | 1969–1972   | 40        |
| 201E    | ET22        | 1969–1989   | 1184      |
| 102E    | EP08        | 1972–1976   | 15        |
| 201Ea   | EP23        | 1973        | 1         |
| 3WE     | EW58        | 1974–1980   | 28        |
| 5Bg/6Bg | EN71        | 1976        | 20        |
| 104E    | EP09        | 1986–1997   | 47        |
| 6WE     | EW60        | 1990        | 2         |
| 5Bs/6Bs | ED72        | 1993–1996   | 21        |
| 112E    | EU43        | 1996–1998   | 28        |